# Pitcairnia tabuliformis
Pitcairnia tabuliformis är en gräsväxtart som beskrevs av Jean Jules Linden. Pitcairnia tabuliformis ingår i släktet Pitcairnia och familjen Bromeliaceae. Inga underarter finns listade i Catalogue of Life.